# Anetan
Anetan is een district in de republiek Nauru. Het heeft een totale oppervlakte van 1,0 km² en telde 521 inwoners op 1 januari 2006.
Het district bevat slechts één kern, Ronave.

## Bekende inwoners
- Marcus Stephen (1969), politicus, voormalig president en voormalig gewichtheffer.

Aiwo · Anabar · Anetan · Anibare · Baiti · Boe · Buada · Denigomodu · Ewa · Ijuw · Meneng · Nibok · Uaboe · Yaren